# مقاطعة هامون
مقاطعة هامون (بالفارسية: شهرستان هامون) هي إحدى مقاطعات محافظة سيستان وبلوشستان في إيران. كان عدد سكان المقاطعة سنة 2016 حوالي 41,017 نسمة.